# Alexandre Matheron
Alexandre Matheron (Paris, 27 de julho de 1926 - Paris, 7 de janeiro de 2020) foi um filósofo francês, estudioso da obra de Spinoza. Era irmão do matemático e geólogo Georges Matheron.
Entre suas obras figuram:
- 1969. Individu et Communauté chez Spinoza. Paris: Les Editions de Minuit, 1988, V+647 páginas.

Nova edição da obra original à qual foi acrescida uma advertência na qual o autor diz que nada modifica no texto e remete aos seus outros trabalhos para maiores desenvolvimentos dos estudos spinozanos presentes no livro.
- 1971. Le Christ et le Salut des Ignorants chez Spinoza. Aubier-Montaigne.
- 1986. Anthropologie et Politique au 17e siècle. Vrin.